# Krar
El krar es una lira, usualmente de 5 o 6 cuerdas, cuya caja de resonancia puede tener forma de cuenco; este cordófono es originario de Eritrea y Etiopía. El instrumento se ajusta a una escala pentatónica. Un krar moderno puede ser amplificado, de la misma manera que una guitarra eléctrica o un violín eléctrico.
El krar generalmente se encuentra decorado con madera, tela, y abalorios. Sus cuerdas determinan la altura disponible. El timbre del instrumento depende de la técnica de ejecución que utilice el músico: inclinándose, rasgueo o pulsado. Si se pulsa, el instrumento producirá un sonido suave. Si se rasguea, por el contrario, tendrá un sonido armónico. El krar es a menudo tocado por cantantes-músicos llamados azmari, y se emplea en canciones de amor y otras, lo que lo hace un acompañamiento agradable para una comida agradable.

## Películas
- HELP! – Musikalische Geschichten aus Äthiopien.  Dirigida por Daniel Schulz.